# Christian Forrer
Christian Forrer (6 giugno 1975) è un ex sciatore alpino svizzero.

## Biografia
Forrer, discesista puro originario di Wildhaus, debuttò in campo internazionale ai Mondiali juniores di Lake Placid 1994; esordì in Coppa Europa il 16 gennaio 1995 a La Thuile (41º) e in Coppa del Mondo il 15 dicembre 1996 a Val-d'Isère (55º). In Coppa Europa conquistò l'unico podio il 2 marzo 1997 a Sankt Moritz (2º), mentre in Coppa del Mondo ottenne il miglior piazzamento il 7 marzo 1998 a Kvitfjell (13º) e prese per l'ultima volta il via il 18 dicembre 1999 in Val Gardena (47º); si ritirò al termine di quella stessa stagione 1999-2000 e la sua ultima gara fu la discesa libera dei Campionati austriaci juniores 2000, disputata il 10 aprile ad Altenmarkt-Zauchensee. Non prese parte a rassegne olimpiche o iridate.

## Palmarès

### Coppa del Mondo
- Miglior piazzamento in classifica generale: 103º nel 1998

### Coppa Europa
- 1 podio:
  - 1 secondo posto